# Fris
Fris est un caricaturiste français, collaborateur notamment de L'Événement du jeudi entre 1996 et 1997. 

## Parcours
Il signe deux unes de Libération récompensées au Festival international de la caricature de presse de Saint-Estève,. Fris participe aussi Paléosite de Saint-Césaire où il caricature les visiteurs en moins d'une minute. Il reprend ce concept pour sensibiliser à l'incivilité dans les bureaux de poste.

## Influences
Fris se dit influencé par les « grands » de la bande dessinée franco-belge comme Hergé, Uderzo, Alexis, ou encore Morris.